# معركة مقديشو (2009)
معركة مقديشو (2009) هي معركة جرت في مايو 2009، عندما هاجمت حركة الشباب وحزب الإسلام القواعد الحكومية في العاصمة مقديشو واستولوا عليها. وسرعان ما انتشر القتال واستمر حتى أكتوبر 2009. وهي واحدة من أكبر المعارك التسعة الرئيسية في مقديشو خلال عقود الحرب الأهلية الصومالية الطويلة.
استمر الهجوم الإسلامي من 8 مايو إلى 14 مايو وانتهى بنجاح نسبي حيث تمكنوا من السيطرة على معظم العاصمة، في حين انسحب تحالف إعادة تحرير الصومال والقوات الحكومية إلى الأراضي التي تسيطر عليها بعثة الاتحاد الأفريقي في الصومال. ولكن على الرغم من المكاسب الكبيرة، فشل المتمردون في إسقاط الحكومة خلال ثمانية أيام من القتال واستمرت الاشتباكات الصغيرة حتى 22 مايو، وشنت الحكومة هجومًا كبيرًا لاستعادة المدينة، فانسحبت القوات الإسلامية إلى المنطقة الوسطى.
حقق الهجوم الحكومي في البداية بعض النجاح، ولكن في غضون ساعات شن الإسلاميون هجومًا مضادًا ناجحًا واستعادوا المناطق المفقودة وحققوا مكاسب أكثر في 23 مايو.
عاد القتال في 1 يونيو، واستمر حتى 4 يونيو، ثم شن الإسلاميون هجومًا جديدًا في 16 يونيو واستمر حتى 23 يونيو، ودخلوا معاقل الحكومة في شرق مقديشو للمرة الأولى، وسيطروا على معظم الأحياء في كاران وشيبس وعبد العزيز ووردهجلي في العاصمة.
ثم شنت الحكومة هجوما آخر في 1 يوليو، ولكن الإسلاميين نجحوا في صد الهجوم، وحققوا مكاسب حتى 5 يوليو، وأعطى زعيم حركة الشباب الشيخ مختار علي الزبير إنذارا نهائيا لمدة خمسة أيام للقوات الحكومية لتسليم أسلحتها. وشنت حركة الشباب عدة هجمات على مواقع رئيسية في المدينة، وانسحبت القوات الحكومية من جميع المواقع التي تم الاستيلاء عليها واستمرت الاشتباكات الطفيفة. ثم بدأت الجولة السابعة من القتال أخيرًا في 21 وحتى 27 أغسطس، حينما اختلفت حركة الشباب مع حزب الإسلام في كيسيمايو، واستغلت ذلك قوات الحكومة الاتحادية الانتقالية، وهُزمت حركة الشباب وحزب الإسلام.
ذكر تقرير في نهاية العام أن 1739 شخصًا قتلوا خلال عام 2009 بسبب العنف في مقديشو.